# Makróczy János
Makróczy János (Rihnó vagy Kluknó, Szepes megye, 1856. június 21. – Budapest, 1910. március 16.) színész és író.

## Életútja
Atyja Makróczy Sándor orgonista és néptanító. A kassai premontriek gimnáziumában tanult és 1874. május 17-én színésszé lett Nagy Sándor társulatánál, Tornán. 1880. április havától 1881. október haváig a Népszínház karénekese, 1883—84-ben Nagy Vincénél, 1885-ben Aradi Gerőnél, egy év múlva ismét Nagy Vincénél szerepelt. 1886-ban a krisztinavárosi szinkörnek volt tagja, majd ugyanebben az évben Kolozsvárra került, egy év múlva lábtörés miatt működésképtelen lett és ezután mint pénztáros fejtett ki hasznos munkásságot. 1896-ban a Vígszínházhoz szerződött, 1897-ben az óbudai Kisfaludy-szinháznak is tagja volt, majd 1898 októberétől a Vígszínház főpénztárnoka. Több színdarabot írt.
Cikkei, rajzai a Budapesti Hirlapban (1880. okt. A misemulasztó csárda, rajz a népéletből); Magyar Salonban (1885. A kiről az Isten megfeledkezett, igaz történet mesegunyában); az Aurórában (1898. Az étvágygerjesztő).

## Családja
Neje: Winthal Ilka, színésznő, született 1859. január 26-án, Aradon, színpadra lépett 1877. október 1-én, ugyanott. 1887. december havában Kolozsvárra szerződött, ezután a Népszínház, majd 1897. májusában a Vígszínház tagja lett, ahol sok szép sikerben volt része. 1911. július 1-én nyugalomba ment Aradon. Fia: Makróczy Levente, színész, született 1880. április 14-én. Kereskedelmi iskolát végzett, majd 1902-ben befejezte vígszínházi színésziskolai tanulmányait és Győrben Balla Kálmánnál színész lett. Ennek neje: Gyurkó Ilona, színésznő, született 1890. november 23-án, Üllőn.

## Ismertebb színdarabjai
- »A becsület szegénye«, népsz. 3 felv. Bem. 1880. júl. 2. Népszínház. (1879-ben a Népszínház pályázatán dicséretet nyert. Zen. szerz. Tisza Aladár.)
- »Luther Márton«, látványos szmű. 1880.
- »A komámasszony«, népsz. 3 felv. 1883. szept. 15. Budai Színkör. (Zenéje Tisza Aladártól.)
- »Fehér Anna«, tört. dr. 3 felv. Nagyvárad, 1888.
- »A csizió«, parasztvígjáték 3 felv.
- »A Forgács-lányok«, népdr. 4 felv. Zen. írta Hoós János. Bem. Kolozsvár, 1891. december.
- »Egy bolond gondolat«
- »Egy szerelmes mészároslegény«, vj. 1 felv. Miskolc, 1876.
- »Gróf Horn«, dr., írta Weilen. Kassa, 1876.